# Llista de monuments d'Espinelves
Llista de monuments d'Espinelves inclosos en l'Inventari del Patrimoni Arquitectònic Català pel municipi d'Espinelves (Osona). Inclou els inscrits en el Registre de Béns Culturals d'Interès Nacional (BCIN) amb la classificació de monuments històrics, els Béns Culturals d'Interès Local (BCIL) de caràcter immoble i la resta de béns arquitectònics integrants del patrimoni cultural català.
| Monument                             | Protecció | Estil/època                   | Localització                                              | Coordenades                                          | Codi?     | Imatge |
| ------------------------------------ | --------- | ----------------------------- | --------------------------------------------------------- | ---------------------------------------------------- | --------- | --- |
| Rectoria d'Espinelves                |           | Obra popular XVIII            | Espinelves Pl. de l'Església - ctra. de Vic               | 41° 52′ 07″ N, 2° 25′ 03″ E / 41.868671°N,2.417527°E | IPA-22620 | Rectoria d'Espinelves · Vegeu més fotos d'aquest monument · Carregueu una nova foto d'aquest monument                           |
| Església parroquial de Sant Vicenç   |           | Romànic XI, XVI               | Espinelves Pl. Major                                      | 41° 52′ 08″ N, 2° 25′ 03″ E / 41.868824°N,2.417441°E | IPA-22621 | Església parroquial de Sant Vicenç (Espinelves) · Vegeu més fotos d'aquest monument · Carregueu una nova foto d'aquest monument |
| Ca l'Isal                            |           | Obra popular                  | Espinelves C. Sant Hilari, 11                             | 41° 52′ 09″ N, 2° 25′ 05″ E / 41.869218°N,2.417996°E | IPA-22625 | Ca l'Isal (Espinelves) · Vegeu més fotos d'aquest monument · Carregueu una nova foto d'aquest monument                          |
| Can Torrent                          |           | Obra popular XVIII            | Espinelves C. Sant Hilari, 21                             | 41° 52′ 10″ N, 2° 25′ 06″ E / 41.869428°N,2.418213°E | IPA-22626 | Can Torrent (Espinelves) · Vegeu més fotos d'aquest monument · Carregueu una nova foto d'aquest monument                        |
| Can Tordera                          |           | Obra popular                  | Espinelves Ctra. de Vic                                   | 41° 52′ 07″ N, 2° 25′ 03″ E / 41.868619°N,2.417544°E | IPA-22627 | Carregueu una nova foto d'aquest monument                                                                                       |
| Can Bordoi                           |           | Obra popular                  | Espinelves Ctra. BV-5201                                  | 41° 51′ 19″ N, 2° 25′ 30″ E / 41.855219°N,2.424995°E | IPA-22628 | Carregueu una nova foto d'aquest monument                                                                                       |
| Can Botifarra                        |           | Obra popular                  | Espinelves Ctra. BV-5201                                  | 41° 51′ 23″ N, 2° 25′ 28″ E / 41.856252°N,2.424546°E | IPA-22629 | Carregueu una nova foto d'aquest monument                                                                                       |
| Collsesplanes                        |           | Obra popular                  | Espinelves Collsesplanes                                  | 41° 53′ 24″ N, 2° 26′ 02″ E / 41.890133°N,2.433913°E | IPA-22630 | Carregueu una nova foto d'aquest monument                                                                                       |
| Collsesplanes, Caseta Petita         |           | Obra popular                  | Espinelves Collsesplanes                                  | 41° 53′ 25″ N, 2° 26′ 01″ E / 41.890215°N,2.433737°E | IPA-22631 | Carregueu una nova foto d'aquest monument                                                                                       |
| Molí de Dalt                         |           | Obra popular                  | Espinelves Ctra. G-543, km 15                             | 41° 51′ 39″ N, 2° 25′ 20″ E / 41.860747°N,2.422349°E | IPA-22633 | Carregueu una nova foto d'aquest monument                                                                                       |
| L'Espinàs                            |           | Obra popular                  | Espinelves A 2 km del nucli                               | 41° 52′ 42″ N, 2° 25′ 33″ E / 41.878381°N,2.425722°E | IPA-22634 | Carregueu una nova foto d'aquest monument                                                                                       |
| Cal Fill Únic                        |           | Obra popular                  | Espinelves Ctra. G-543, km 14, la Creu                    | 41° 51′ 20″ N, 2° 25′ 27″ E / 41.855620°N,2.424187°E | IPA-22636 | Carregueu una nova foto d'aquest monument                                                                                       |
| Can Formiga                          |           | Obra popular                  | Espinelves A 5 km del nucli                               | 41° 52′ 31″ N, 2° 27′ 01″ E / 41.875333°N,2.450342°E | IPA-22637 | Carregueu una nova foto d'aquest monument                                                                                       |
| El Grèvol                            |           | Obra popular                  | Espinelves Ctra. G-541, km 21                             | 41° 53′ 04″ N, 2° 25′ 54″ E / 41.884487°N,2.431540°E | IPA-22638 | Carregueu una nova foto d'aquest monument                                                                                       |
| Masjoan                              |           | Obra popular XVIII            | Espinelves A 1 km del nucli                               | 41° 52′ 12″ N, 2° 24′ 40″ E / 41.869910°N,2.411038°E | IPA-22639 | Masjoan (Espinelves) · Vegeu més fotos d'aquest monument · Carregueu una nova foto d'aquest monument                            |
| Capella de Masjoan                   |           | Obra popular XVIII            | Espinelves A 1 km del nucli                               | 41° 52′ 12″ N, 2° 24′ 38″ E / 41.869895°N,2.410685°E | IPA-22640 | Capella de Masjoan (Espinelves) · Vegeu més fotos d'aquest monument · Carregueu una nova foto d'aquest monument                 |
| Pallissa de Masjoan                  |           | Obra popular                  | Espinelves A 1 km del nucli                               | 41° 52′ 13″ N, 2° 24′ 41″ E / 41.870212°N,2.411311°E | IPA-22641 | Pallissa de Masjoan (Espinelves) · Vegeu més fotos d'aquest monument · Carregueu una nova foto d'aquest monument                |
| Cal Paraire                          |           | Obra popular                  | Espinelves Ctra. BV-5201                                  | 41° 51′ 57″ N, 2° 25′ 10″ E / 41.865947°N,2.419310°E | IPA-22642 | Cal Paraire (Espinelves) · Vegeu més fotos d'aquest monument · Carregueu una nova foto d'aquest monument                        |
| Can Ramon                            |           | Obra popular                  | Espinelves Prop del nucli                                 |                                                      | IPA-22643 | Carregueu una nova foto d'aquest monument                                                                                       |
| Cal Roder (segons POUM d'Espinelves) |           | Obra popular                  | Espinelves Ctra. BV-5201                                  | 41° 51′ 56″ N, 2° 25′ 12″ E / 41.865672°N,2.419933°E | IPA-22644 | Carregueu una nova foto d'aquest monument                                                                                       |
| Rovira d'Avall                       |           | Obra popular, gòtic tardà XVI | Espinelves Ctra. BV-5201, km 17,5 a 1 km esquerra         | 41° 52′ 36″ N, 2° 24′ 09″ E / 41.876745°N,2.402402°E | IPA-22645 | Carregueu una nova foto d'aquest monument                                                                                       |
| Masoveria de la Rovira d'Avall       |           | Obra popular                  | Espinelves Ctra. BV-5201, km 17,5 a 1 km esquerra         | 41° 52′ 36″ N, 2° 24′ 08″ E / 41.876635°N,2.402192°E | IPA-22646 | Carregueu una nova foto d'aquest monument                                                                                       |
| Can Sagadaner                        |           | Obra popular                  | Espinelves Sobre el nucli a 1 km                          |                                                      | IPA-22647 | Carregueu una nova foto d'aquest monument                                                                                       |
| Serrallonga                          |           | Obra popular                  | Espinelves Prop del torrent de Serrallonga                | 41° 52′ 20″ N, 2° 25′ 45″ E / 41.872325°N,2.429086°E | IPA-22648 | Carregueu una nova foto d'aquest monument                                                                                       |
| Solanells                            |           | Obra popular                  | Espinelves Ctra. G-541, km 21 pista 22,5 km               | 41° 53′ 12″ N, 2° 25′ 21″ E / 41.886536°N,2.422488°E | IPA-22649 | Carregueu una nova foto d'aquest monument                                                                                       |
| Can Valentí                          |           | Obra popular                  | Espinelves Ctra. BV-5201, marge esquerre després del pont | 41° 51′ 21″ N, 2° 25′ 30″ E / 41.85583°N,2.42496°E   | IPA-22652 | Carregueu una nova foto d'aquest monument                                                                                       |
| La Balma                             |           | Obra popular XVIII            | Espinelves Barri de la Creu                               | 41° 51′ 44″ N, 2° 25′ 33″ E / 41.862126°N,2.425767°E | IPA-22653 | Carregueu una nova foto d'aquest monument                                                                                       |
| Cobert de Solanells                  |           | Obra popular                  | Espinelves Prop de Collsesplanes                          | 41° 53′ 12″ N, 2° 25′ 22″ E / 41.886639°N,2.422710°E | IPA-22650 | Carregueu una nova foto d'aquest monument                                                                                       |
| La Talaia                            |           | Obra popular                  | Espinelves Turó de la Guàrdia                             | 41° 52′ 30″ N, 2° 26′ 35″ E / 41.875021°N,2.443048°E | IPA-22651 | Carregueu una nova foto d'aquest monument                                                                                       |
| Cubells                              |           | Obra popular                  | Espinelves La Creu                                        | 41° 51′ 05″ N, 2° 25′ 07″ E / 41.851367°N,2.418575°E | IPA-22655 | Carregueu una nova foto d'aquest monument                                                                                       |
| Salou                                |           | Obra popular                  | Espinelves La Creu                                        | 41° 51′ 53″ N, 2° 25′ 25″ E / 41.864841°N,2.423652°E | IPA-22656 | Salou (Espinelves) · Vegeu més fotos d'aquest monument · Carregueu una nova foto d'aquest monument                              |
| La Serra                             |           | Obra popular                  | Espinelves La Creu                                        | 41° 51′ 39″ N, 2° 25′ 15″ E / 41.860871°N,2.420730°E | IPA-22657 | Carregueu una nova foto d'aquest monument                                                                                       |
| Cal Xicot                            |           | Obra popular                  | Espinelves La Creu                                        | 41° 51′ 18″ N, 2° 25′ 32″ E / 41.854908°N,2.425480°E | IPA-22658 | Carregueu una nova foto d'aquest monument                                                                                       |
| Can Filló                            |           | Obra popular                  | Espinelves Veïnat de França                               | 41° 52′ 35″ N, 2° 26′ 04″ E / 41.876306°N,2.434335°E | IPA-22659 | Carregueu una nova foto d'aquest monument                                                                                       |
| Can Galceran                         |           | Obra popular XX               | Espinelves Veïnat de França, 12                           | 41° 52′ 46″ N, 2° 26′ 05″ E / 41.879570°N,2.434849°E | IPA-22660 | Carregueu una nova foto d'aquest monument                                                                                       |
| La Rovira                            |           | Obra popular                  | Espinelves Veïnat de França                               | 41° 52′ 46″ N, 2° 25′ 48″ E / 41.879444°N,2.429915°E | IPA-22662 | Carregueu una nova foto d'aquest monument                                                                                       |
| Can Savoia                           |           | Obra popular XVIII            | Espinelves Veïnat de França                               | 41° 52′ 33″ N, 2° 25′ 58″ E / 41.875787°N,2.432736°E | IPA-22663 | Carregueu una nova foto d'aquest monument                                                                                       |
| Can Serrabassa                       |           | Obra popular XVIII            | Espinelves Veïnat de França, 11                           | 41° 52′ 32″ N, 2° 26′ 03″ E / 41.875534°N,2.434040°E | IPA-22664 | Can Serrabassa (Espinelves) · Vegeu més fotos d'aquest monument · Carregueu una nova foto d'aquest monument                     |
| Can Tresdéus                         |           | Obra popular                  | Espinelves Veïnat de França                               | 41° 52′ 33″ N, 2° 26′ 02″ E / 41.875930°N,2.433997°E | IPA-22665 | Carregueu una nova foto d'aquest monument                                                                                       |
| Casa Nova de la Balma                |           | Obra popular XIX              | Espinelves Pla de les Arenes                              | 41° 51′ 54″ N, 2° 26′ 44″ E / 41.864988°N,2.445448°E | IPA-22666 | Carregueu una nova foto d'aquest monument                                                                                       |
| Les Gatalledes                       |           | Obra popular                  | Espinelves Turó de la Guàrdia                             | 41° 52′ 19″ N, 2° 27′ 08″ E / 41.871854°N,2.452210°E | IPA-22667 | Carregueu una nova foto d'aquest monument                                                                                       |
| Aqüeducte d'Espinelves               |           | Obra popular                  | Espinelves                                                |                                                      | IPA-36940 | Carregueu una nova foto d'aquest monument                                                                                       |